# Seznam členů osmnáctého Knesetu
Tento článek je seznam členů 18. Knesetu, který byl zvolen ve volbách 10. února 2009.

## Rozdělení mandátů podle poslaneckých klubů
- Kadima: 28 mandátů (23.3 %)
- Likud: 27 mandátů (22.5 %)
- Jisra'el bejtenu: 15 mandátů (12.5 %)
- Strana práce: 13 mandátů (10.8 %)
- Šas: 11 mandátů (9.2 %)
- Sjednocený judaismus Tóry: 5 mandátů (4.2 %)
- Sjednocená arabská kandidátka: 4 mandátů (3.3 %)
- Národní jednota: 4 mandátů (3.3 %)
- Chadaš: 4 mandátů (3.3 %)
- Židovský domov: 3 mandátů (2.5 %)
- Merec: 3 mandátů (2.5 %)
- Balad: 3 mandátů (2.5 %)

## Členové Knesetu
Včetně náhradníků, kteří na poslanecký post nastoupili až dodatečně, v průběhu funkčního období Knesetu.
| Strana                        | Jméno                                                      | Funkce                                                                         |
| ----------------------------- | ---------------------------------------------------------- | ------------------------------------------------------------------------------ |
| Kadima (28)                   | Cipi Livniová                                              |                                                                                |
| Kadima (28)                   | * Juval Celner (náhradník za Cipi Livniovou)               |                                                                                |
| Kadima (28)                   | Šaul Mofaz                                                 |                                                                                |
| Kadima (28)                   | Dalia Icik                                                 |                                                                                |
| Kadima (28)                   | Roni Bar-On                                                |                                                                                |
| Kadima (28)                   | Me'ir Šítrit (přešel do strany ha-Tnu'a)                   |                                                                                |
| Kadima (28)                   | Ruchama Avraham                                            |                                                                                |
| Kadima (28)                   | Avi Dichter                                                |                                                                                |
| Kadima (28)                   | * Ahmed Dabbah (náhradník za Aviho Dichtera)               |                                                                                |
| Kadima (28)                   | Marina Solodkin                                            |                                                                                |
| Kadima (28)                   | Jo'el Chason (přešel do strany ha-Tnu'a)                   |                                                                                |
| Kadima (28)                   | Gideon Ezra                                                |                                                                                |
| Kadima (28)                   | * Akram Hasson (náhradník za Gideona Ezru)                 |                                                                                |
| Kadima (28)                   | Ja'akov Edri                                               |                                                                                |
| Kadima (28)                   | Eli Aflalo                                                 |                                                                                |
| Kadima (28)                   | * Avraham Du'an (náhradník za Eliho Aflalo)                |                                                                                |
| Kadima (28)                   | Ze'ev Bielski                                              |                                                                                |
| Kadima (28)                   | Ronit Tiroš                                                |                                                                                |
| Kadima (28)                   | Nachman Šaj                                                |                                                                                |
| Kadima (28)                   | Šlomo Mola (přešel do strany ha-Tnu'a)                     |                                                                                |
| Kadima (28)                   | Robert Tiviajev (přešel do strany ha-Tnu'a)                |                                                                                |
| Kadima (28)                   | Madžali Wahabi (přešel do strany ha-Tnu'a)                 |                                                                                |
| Kadima (28)                   | Rachel Adato (přešel do strany ha-Tnu'a)                   |                                                                                |
| Kadima (28)                   | Jochanan Plesner                                           |                                                                                |
| Kadima (28)                   | Šaj Chermeš                                                |                                                                                |
| Kadima (28)                   | Jisra'el Chason                                            |                                                                                |
| Kadima (28)                   | Arje Bibi                                                  |                                                                                |
| Kadima (28)                   | Otniel Šneler                                              |                                                                                |
| Kadima (28)                   | Orit Zu'arec (přešla do strany ha-Tnu'a)                   |                                                                                |
| Kadima (28)                   | Chajim Ramon                                               |                                                                                |
| Kadima (28)                   | * Julia Šamalov-Berkovič (náhradnice za Chajima Ramona)    |                                                                                |
| Kadima (28)                   | Cachi Hanegbi                                              |                                                                                |
| Kadima (28)                   | * Nino Abesadze (náhradnice za Cachiho Hanegbiho)          |                                                                                |
| Kadima (28)                   | Ze'ev Boim                                                 |                                                                                |
| Kadima (28)                   | * Doron Avital (náhradník za Ze'eva Boima)                 |                                                                                |
| Likud (27)                    | Benjamin Netanjahu                                         | premiér ministr zdravotnictví                                                  |
| Likud (27)                    | Gideon Sa'ar                                               | ministr školství                                                               |
| Likud (27)                    | Gilad Erdan                                                | ministr životního prostředí                                                    |
| Likud (27)                    | Re'uven Rivlin                                             |                                                                                |
| Likud (27)                    | Benny Begin                                                | ministr bez portfeje                                                           |
| Likud (27)                    | Moše Kachlon                                               | ministr komunikací                                                             |
| Likud (27)                    | Silvan Šalom                                               | vicepremiér ministr pro regionální rozvoj ministr pro rozvoj Galileje a Negevu |
| Likud (27)                    | Moše Ja'alon                                               | vicepremiér ministr strategických záležitostí                                  |
| Likud (27)                    | Juval Steinitz                                             | ministr financí                                                                |
| Likud (27)                    | Le'a Nas                                                   |                                                                                |
| Likud (27)                    | Jisra'el Kac                                               | ministr dopravy                                                                |
| Likud (27)                    | Juli-Joel Edelstein                                        | ministr informatiky a diaspory                                                 |
| Likud (27)                    | Limor Livnat                                               | ministryně kultury a sportu                                                    |
| Likud (27)                    | Chajim Kac                                                 |                                                                                |
| Likud (27)                    | Josi Peled                                                 | ministr bez portfeje                                                           |
| Likud (27)                    | * Alali Adamso (náhradník za Josiho Peleda)                |                                                                                |
| Likud (27)                    | Micha'el Ejtan                                             | ministr vládních služeb pro veřejnost                                          |
| Likud (27)                    | Dan Meridor                                                | ministr zpravodajských služeb                                                  |
| Likud (27)                    | Cipi Chotovely                                             |                                                                                |
| Likud (27)                    | Gila Gamli'el                                              |                                                                                |
| Likud (27)                    | Ze'ev Elkin                                                |                                                                                |
| Likud (27)                    | Jariv Levin                                                |                                                                                |
| Likud (27)                    | Cion Pinjan                                                |                                                                                |
| Likud (27)                    | Ajúb Qará                                                  |                                                                                |
| Likud (27)                    | Danny Danon                                                |                                                                                |
| Likud (27)                    | Karmel Šama                                                |                                                                                |
| Likud (27)                    | Ofir Akunis                                                |                                                                                |
| Likud (27)                    | Miri Regev                                                 |                                                                                |
| Jisra'el bejtenu (15)         | Avigdor Lieberman                                          | ministr zahraničních věcí                                                      |
| Jisra'el bejtenu (15)         | Uzi Landau                                                 | ministr národní infrastruktury                                                 |
| Jisra'el bejtenu (15)         | Stas Misežnikov                                            | ministr cestovního ruchu                                                       |
| Jisra'el bejtenu (15)         | Jicchak Aharonovič                                         | ministr vnitřní bezpečnosti                                                    |
| Jisra'el bejtenu (15)         | Sofa Landver                                               | ministryně pro absorpci imigrantů                                              |
| Jisra'el bejtenu (15)         | Orly Levy                                                  |                                                                                |
| Jisra'el bejtenu (15)         | Danny Ajalon                                               |                                                                                |
| Jisra'el bejtenu (15)         | David Rotem                                                |                                                                                |
| Jisra'el bejtenu (15)         | Anastasija Micha'eli                                       |                                                                                |
| Jisra'el bejtenu (15)         | Faina Kirschenbaum                                         |                                                                                |
| Jisra'el bejtenu (15)         | Robert Ilatov                                              |                                                                                |
| Jisra'el bejtenu (15)         | Chamad Amar                                                |                                                                                |
| Jisra'el bejtenu (15)         | Moše Matalon                                               |                                                                                |
| Jisra'el bejtenu (15)         | Lia Šemtov                                                 |                                                                                |
| Jisra'el bejtenu (15)         | Alex Miller                                                |                                                                                |
| Strana práce (13)             | Ehud Barak (přešel do strany Acma'ut)                      | ministr obrany                                                                 |
| Strana práce (13)             | Jicchak Herzog                                             | ministr sociálních věcí                                                        |
| Strana práce (13)             | Avišaj Braverman                                           | ministr pro záležitosti menšin                                                 |
| Strana práce (13)             | Šeli Jachimovič                                            |                                                                                |
| Strana práce (13)             | Matan Vilnaj (přešel do strany Acma'ut)                    |                                                                                |
| Strana práce (13)             | * Šakíb Šanán (náhradník za M. Vilnaje, přešel do Acma'ut) |                                                                                |
| Strana práce (13)             | Ejtan Kabel                                                |                                                                                |
| Strana práce (13)             | Benjamin Ben Eliezer                                       | ministr práce, průmyslu a obchodu                                              |
| Strana práce (13)             | Amir Perec                                                 |                                                                                |
| Strana práce (13)             | * Joram Marci'ano (náhradník za Amira Perece)              |                                                                                |
| Strana práce (13)             | Daniel Ben Simon                                           |                                                                                |
| Strana práce (13)             | Šalom Simchon (přešel do strany Acma'ut)                   | ministr zemědělství                                                            |
| Strana práce (13)             | Orit Noked (přešel do strany Acma'ut)                      |                                                                                |
| Strana práce (13)             | Ofir Pines-Paz                                             |                                                                                |
| Strana práce (13)             | * Ejnat Wilf (náhr. za O. Pines-Paze, přešla do Acma'ut)   |                                                                                |
| Strana práce (13)             | Juli Tamir                                                 |                                                                                |
| Strana práce (13)             | * Ghálib Madžádala (náhradník za Juli Tamir)               |                                                                                |
| Šas (11)                      | Eli Jišaj                                                  | ministr vnitra                                                                 |
| Šas (11)                      | Ariel Atias                                                | ministr bydlení a výstavby                                                     |
| Šas (11)                      | Jicchak Kohen                                              |                                                                                |
| Šas (11)                      | Amnon Kohen                                                |                                                                                |
| Šas (11)                      | Mešulam Nahari                                             | ministr bez portfeje                                                           |
| Šas (11)                      | Ja'akov Margi                                              | ministr náboženských záležitostí                                               |
| Šas (11)                      | David Azulaj                                               |                                                                                |
| Šas (11)                      | Jicchak Vaknin                                             |                                                                                |
| Šas (11)                      | Nissim Ze'ev                                               |                                                                                |
| Šas (11)                      | Emil Amsalem (přešel do strany Am šalem)                   |                                                                                |
| Šas (11)                      | Avraham Michaeli                                           |                                                                                |
| Sjednoc. judaismus Tóry (5)   | Ja'akov Litzman                                            |                                                                                |
| Sjednoc. judaismus Tóry (5)   | Moše Gafni                                                 |                                                                                |
| Sjednoc. judaismus Tóry (5)   | Me'ir Poruš                                                |                                                                                |
| Sjednoc. judaismus Tóry (5)   | * Jisra'el Eichler (náhradník za Me'ira Poruše)            |                                                                                |
| Sjednoc. judaismus Tóry (5)   | Uri Maklev                                                 |                                                                                |
| Sjednoc. judaismus Tóry (5)   | Eli'ezer Mozes                                             |                                                                                |
| Národní jednota (4)           | Ja'akov Kac                                                |                                                                                |
| Národní jednota (4)           | Uri Ari'el                                                 |                                                                                |
| Národní jednota (4)           | Arje Eldad (přešel do strany Ocma le-Jisra'el)             |                                                                                |
| Národní jednota (4)           | Micha'el Ben Ari (přešel do strany Ocma le-Jisra'el)       |                                                                                |
| Chadaš (4)                    | Muhammad Baraka                                            |                                                                                |
| Chadaš (4)                    | Hana Sweid                                                 |                                                                                |
| Chadaš (4)                    | Dov Chenin                                                 |                                                                                |
| Chadaš (4)                    | Afú Aghbáríja                                              |                                                                                |
| Sjednoc. arab. kandidátka (4) | Ibrahím Sarsúr                                             |                                                                                |
| Sjednoc. arab. kandidátka (4) | Ahmad at-Tíbí                                              |                                                                                |
| Sjednoc. arab. kandidátka (4) | Talab as-Sána (přešel do Arab. dem. strany)                |                                                                                |
| Sjednoc. arab. kandidátka (4) | Masud Ghnaim                                               |                                                                                |
| Židovský domov (3)            | Daniel Hershkowitz                                         | ministr vědy a technologie                                                     |
| Židovský domov (3)            | Zevulun Orlev                                              |                                                                                |
| Židovský domov (3)            | Uri Orbach                                                 |                                                                                |
| Nové hnutí-Merec (3)          | Chajim Oron                                                |                                                                                |
| Nové hnutí-Merec (3)          | * Zahava Gal-On (náhradnice za Chajima Orona)              |                                                                                |
| Nové hnutí-Merec (3)          | Ilan Gil'on                                                |                                                                                |
| Nové hnutí-Merec (3)          | Nican Horowitz                                             |                                                                                |
| Balad (3)                     | Džamal Zahalka                                             |                                                                                |
| Balad (3)                     | Sajid Nafa                                                 |                                                                                |
| Balad (3)                     | Hanín Zuabí                                                |                                                                                |